# Вилларьес
Вилларье́с (фр. Villariès, окс. Vilariès) — коммуна во Франции, находится в регионе Юг — Пиренеи. Департамент — Верхняя Гаронна. Входит в состав кантона Фронтон. Округ коммуны — Тулуза.
Код INSEE коммуны — 31579.

## География
Коммуна расположена приблизительно в 580 км к югу от Парижа, в 18 км к северу от Тулузы.
На юге коммуны протекает река Жиру.

## Климат
Климат умеренно-океанический. Зима мягкая и снежная, весна характеризуется сильными дождями и грозами, лето сухое и жаркое, осень солнечная. Преобладают сильные юго-восточные и северо-западные ветры.

## Население
Население коммуны на 2010 год составляло 816 человек.
| 1962 | 1968 | 1975 | 1982 | 1990 | 1999 | 2010 |
| ---- | ---- | ---- | ---- | ---- | ---- | ---- |
| 218  | 208  | 239  | 377  | 523  | 592  | 816  |

## Администрация
| Период | Период | Фамилия         | Партия | Примечания |
| ------ | ------ | --------------- | ------ | ---------- |
| 1977   | 2008   | Ален Доазан     |        |            |
| 2008   | 2020   | Леандр Руманьяк |        |            |

## Экономика
В 2010 году среди 546 человек трудоспособного возраста (15—64 лет) 426 были экономически активными, 120 — неактивными (показатель активности — 78,0 %, в 1999 году было 74,4 %). Из 426 активных жителей работали 396 человек (208 мужчин и 188 женщин), безработных было 30 (19 мужчин и 11 женщин). Среди 120 неактивных 49 человек были учениками или студентами, 39 — пенсионерами, 32 были неактивными по другим причинам.

## Достопримечательности
- Замок Жан (XVII век). Исторический памятник с 1998 года[4]
- Готическая церковь (XV век)
- Археологический музей

## Фотогалерея

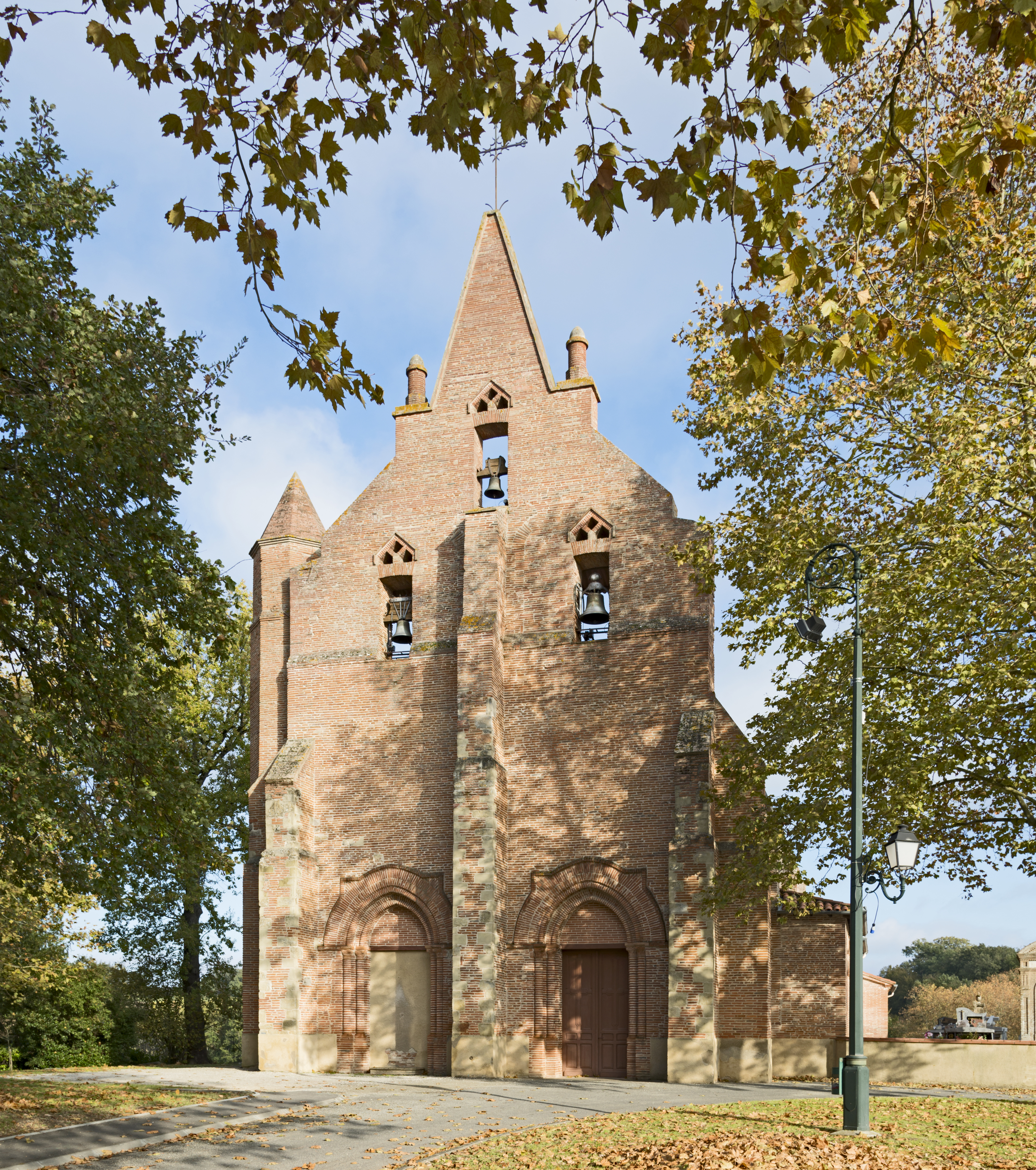
Церковь
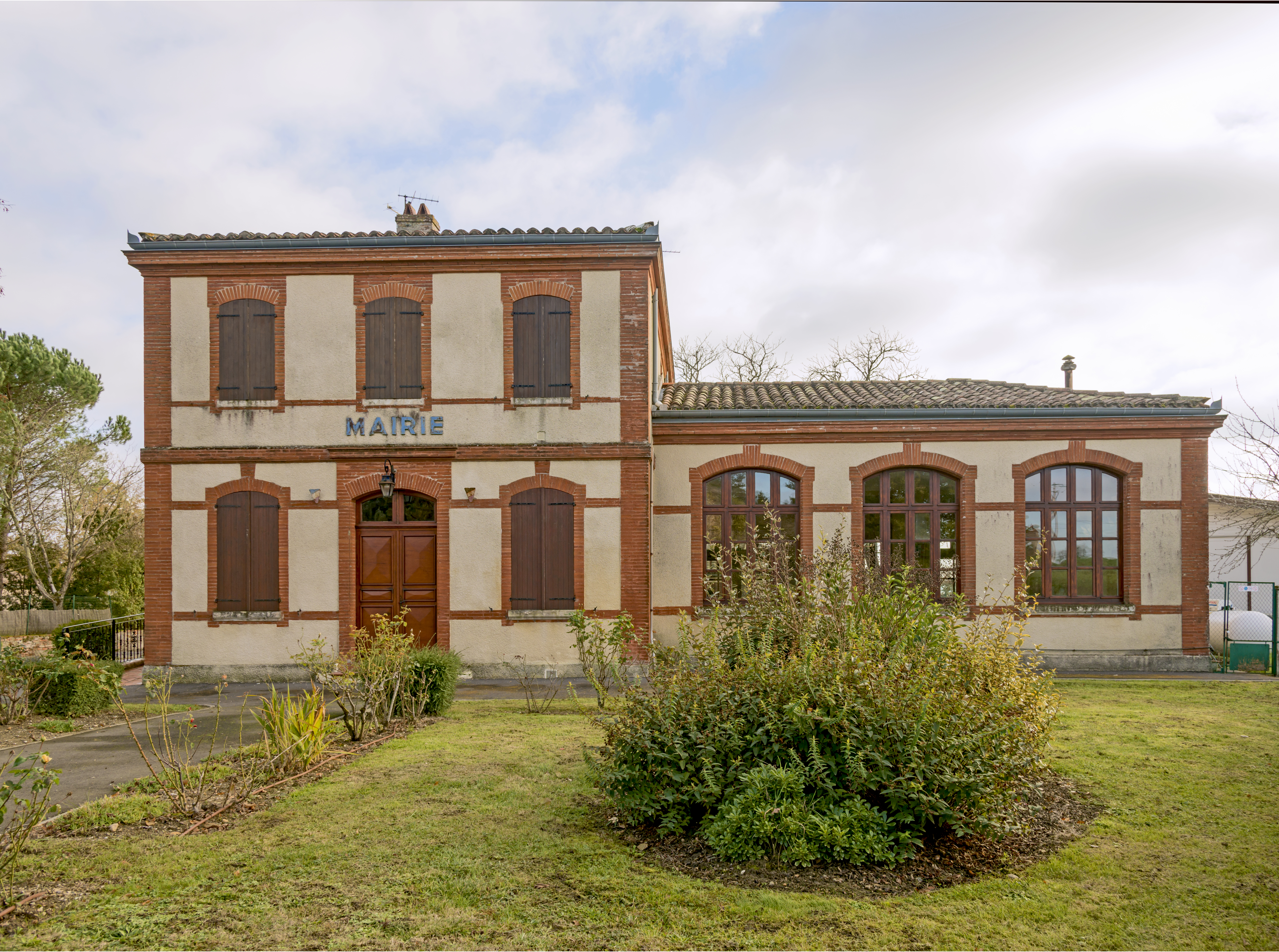
Мэрия
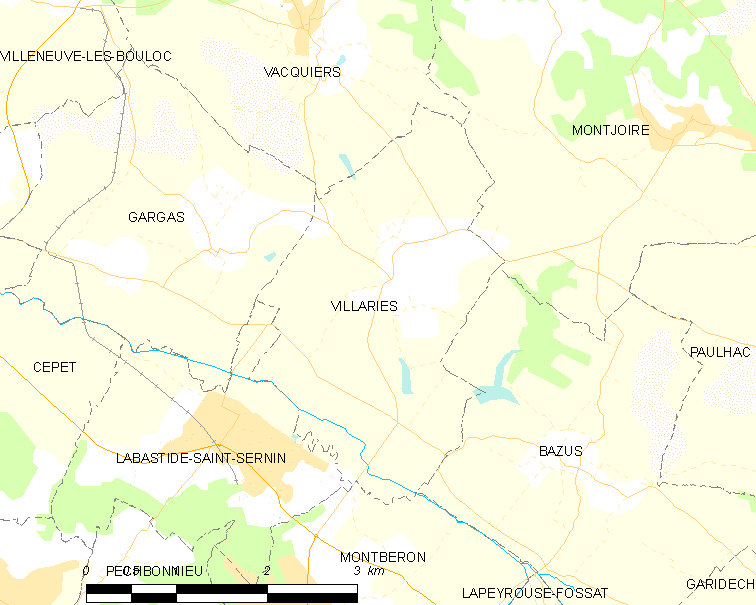
Карта коммуны